# 朝倉景冬
朝倉 景冬（あさくら かげふゆ）は、室町時代末期から戦国時代にかけての武将。

## 略歴
朝倉氏6代当主・朝倉家景の子として誕生。元は越前国守護斯波氏の軍奉行であった。越前守護斯波義敏と守護代甲斐常治との間に起こった長禄合戦や、応仁の乱などで兄・孝景と共に活躍する。特に応仁の乱での活躍はめざましく、『 朝倉始末記』などによれば、京童から「朝倉の小天狗」といわれた。兄の死後は、敦賀郡司として甥の氏景をよく補佐し、越前統一に助力した。
長享元年（1487年）の10代将軍・足利義尚の近江国六角高頼征伐（長享・延徳の乱）の際は、先陣として142騎と兵1500を率いて近江坂本に出陣した。延徳2年（1490年）2月には足利義政の東山山荘に仙洞御所の松を移植する作業を務めた。
明応4年（1495年）に死去。子・景豊が敦賀郡司職を継いだ。

## 系譜
- 父：朝倉家景（1402-1451）
- 母：不詳
- 室：不詳
  - 男子：朝倉景豊（?-1503）
  - 女子：朝倉宗滴正室
  - 女子：堀江景実室
  - 女子：鳥羽景富室
  - 女子：青蓮華近江守室